# Піднесення до степеня

Графік функції y = b^{x} для різних значень основи b: для 10 (зеленим), для основи e (червоним), для 2 (синім), і 1/2 (блакитним). Кожна крива проходить через точку (0, 1), оскільки будь-яке число, піднесене до степеня 0, дасть значення 1. При x = 1 значення y дорівнює основі, оскільки будь-яке число, піднесене до степеня 1, є самим числом.

Підне́сення до сте́пеня — бінарна операція, записується як {\displaystyle \ a^{n},} для основи степеня {\displaystyle \ a} та показника степеня {\displaystyle \ n,} в результаті застосування отримується степінь.
Якщо n — натуральне число, піднесення до степеня відповідає n-кратному множенню:
{\displaystyle a^{n}=\underbrace {a\times \cdots \times a} _{n}.}
Подібно до того, як множення на ціле число відповідає багатократному додаванню:
{\displaystyle a\times n=\underbrace {a+\cdots +a} _{n}.}.
Другий степінь називають інакше квадратом, третій степінь — кубом, четвертий — біквадратом. Першим степенем числа називають саме число, наприклад 71 = 7*.

## Історія
Поняття степеня використовувалося давньогрецьким математиком Евклідом для дослідження квадрату прямої. Архімед відкрив і довів закон для степенів — 10a 10b = 10a+b, необхідний, щоб оперувати степенями числа 10. У IX столітті перський математик Аль-Хорезмі використовував терміни мал для квадрата і кахб для куба, які згодом ісламські математики представляли у вигляді математичної нотації як m і k, відповідно, як видно із роботи Аль Каласаді до XV століття.
У кінці XVI століття Йост Бургі для степенів використовував римські літери.
На початку XVII століття першу форму сучасного позначення степеня запропонував Рене Декарт у своїй праці під назвою La Géométrie; у книзі I і було введено відповідні позначення.
Деякі математики (наприклад, Ісаак Ньютон) використовували експоненти лише для степенів, що більші за двійку, для позначення квадрату вони віддавали перевагу використовувати множення із повторенням. Таким чином вони б записали поліноми, наприклад, як ax + bxx + cx3 + d.
Ніколас Шуке використовував форму показникового запису в XV столітті, яку згодом використали Геріх Грамматеус і Міхаель Штифель у XVI столітті. Слово «експонента» виникло в 1544 році завдяки Міхаелю Штифелю. У XVI столітті Роберт Рекорд використовував терміни квадрат, куб, дзензизензик (четвертий степінь), сурсолід (п'ятий), дзензікуб (шостий), другий сурсолід (сьомий), і дзензизензензик (восьмий). Також для назви 4-го степеня використовували слово біквадрат.
Інший синонім, що існував в історії, інволюція, зараз вживають рідко і його не варто плутати із більш загальним значенням цього слова.

У 1748 році Леонард Ейлер написав:
...розглянемо експоненти або степені, в яких сама експонента (показник) є змінною. Очевидно, що величини такого типу не є алгебраїчними функціями, оскільки в них показних мав би бути константою.
Із цим введенням у трансцендентні функції, Ейлер заклав початок сучасному введенню в натуральний логарифм, що є оберненою функцією для y = ex.

## Для цілих показників

### Нульовий показник
При піднесені до степеня 0 будь-якого ненульового числа результатом буде 1:
{\displaystyle b^{0}=1}
одне з пояснень — {\displaystyle b^{n}/b^{n}=1}
Однією з інтерпретацій для пояснення такого випадку є уявлення про порожній добуток.
Більш спірним випадком є випадок 00 — нуль у нульовому степені.

### Від'ємні показники
Наведене нижче рівняння є справедливим для будь-якого довільного цілого числа n і не нульового x:
{\displaystyle x^{-n}={\frac {1}{x^{n}}}}
Піднесення числа 0 до від'ємного показника степеня вважають або не визначеним, або визначеним як нескінченність ∞.
Приведена вище рівність може бути доведена з визначення, якщо продовжити значення показника у від'ємну область цілих чисел.
Для не нульових значень x і додатних n рекурентна рівність записана зверху може бути представлена як
{\displaystyle x^{n}={x^{n+1}}/{x},\quad n\geq 1.}
Із визначення, що це рівняння є правдивим для всіх цілих чисел n і ненульових x, випливає, що
{\displaystyle {\begin{aligned}x^{0}&={x^{1}}/{x}=1\\x^{-1}&={x^{0}}/{x}={1}/{x}\end{aligned}}}
і в більш загальній формі для будь-якого ненульового x і будь-яких невід'ємних цілих n,
{\displaystyle x^{-n}={1}/{x^{n}}.}
Видно, що це є вірним для всіх цілих чисел n.

### Комбінаторна інтерпретація
Для невід'ємних цілих n і m степінь nm є числом функцій із множини з m елементів у множину з n елементів (див. кардинальне експонування). Така функція може бути представлена як m-кортежів із множини n-елементів (або слово із m-літер, що належить алфавіту, в якому є n-літер).
| 05 = │ { } │ = 0                                                                        | Не існує 5-елементного кортежу, який можна було б побудувати із пустої множини. |
| 14 = │ { (1,1,1,1) } │ = 1                                                              | Існує один 4-елементний кортеж із множини з одного елемента.                    |
| 23 = │ { (1,1,1), (1,1,2), (1,2,1), (1,2,2), (2,1,1), (2,1,2), (2,2,1), (2,2,2) } │ = 8 | Існує вісім 3-елементних кортежів із множини з двох елементів.                  |
| 32 = │ { (1,1), (1,2), (1,3), (2,1), (2,2), (2,3), (3,1), (3,2), (3,3) } │ = 9          | Існує дев'ять 2-елементних кортежів із множини з трьох елементів.               |
| 41 = │ { (1), (2), (3), (4) } │ = 4                                                     | Існує чотири 1-елементні кортежі із множини з чотирьох елементів.               |
| 50 = │ { () } │ = 1                                                                     | Існує лише один 0-кортеж.                                                       |

### Тотожності і властивості
Наступні тотожності виконуються для всіх цілих показників, за умови що основа не є нулем:
{\displaystyle {\begin{aligned}b^{m+n}&=b^{m}\cdot b^{n}&\color {red}\overbrace {\color {black}b\cdot b\cdot \ldots \cdot b} ^{n}\cdot \color {blue}\overbrace {\color {black}b\cdot b\cdot \ldots \cdot b} ^{m}\color {black}=\overbrace {\color {black}b\cdot b\cdot \ldots \cdot b} ^{\color {green}m+n}\\(b^{m})^{n}&=b^{m\cdot n}&\color {blue}\underbrace {\overbrace {\color {black}b\cdot b\cdot \ldots \cdot b} ^{\color {red}n}\cdot \overbrace {\color {black}b\cdot b\cdot \ldots \cdot b} ^{\color {red}n}\cdot \ldots \cdot \overbrace {\color {black}b\cdot b\cdot \ldots \cdot b} ^{\color {red}n}} _{\color {blue}m}\\(b\cdot c)^{n}&=b^{n}\cdot c^{n}&\overbrace {(bc)\cdot (bc)\cdot \ldots \cdot (bc)} ^{n}=\overbrace {b\cdot b\ldots b} ^{n}\cdot \overbrace {c\cdot c\ldots c} ^{n}\\b^{n}:b^{m}&=b^{n-m}&{\frac {\overbrace {\color {red}b\cdot b\cdot \ldots \color {black}\cdot b} ^{\color {blue}n}}{\underbrace {\color {red}b\cdot b\cdot \ldots \color {black}\cdot b} _{\color {blue}m}}}\\({\frac {b}{c}})^{n}&={\frac {(b)^{n}}{(c)^{n}}}&\color {red}\underbrace {\color {black}{\frac {b}{c}}\cdot {\frac {b}{c}}\cdot \ldots \cdot {\frac {b}{c}}} _{\color {red}n}=\color {black}{\frac {b^{n}}{c^{n}}}\end{aligned}}}

Операція піднесення до степеня не є комутативною. Як протилежність — операції додавання і множення комутативні.
Наприклад,
2 + 3 = 3 + 2 = 5 і 2 ⋅ 3 = 3 ⋅ 2 = 6,
але 23 = 8, оскільки 32 = 9.
Операція піднесення до степеня також не є асоціативною.
Приводячи приклад із додаванням і множенням, які є асоціативними, маємо:
(2 + 3) + 4 = 2 + (3 + 4) = 9 і
(2 ⋅ 3) ⋅ 4 = 2 ⋅ (3 ⋅ 4) = 24,
але 23 на 4 дорівнює 84 або 4096, в той час як 2 на 34 дорівнює 281 або 2417851639229258349412352.
Без дужок, які задають порядок дій, загальноприйнятим є порядок зверху вниз (тобто з асоціативністю справа наліво), а не знизу вгору (з асоціативністю зліва направо):
{\displaystyle b^{p^{q}}=b^{(p^{q})}\neq (b^{p})^{q}=b^{(p\cdot q)}=b^{p\cdot q}.}
Google і WolframAlpha у своїх додатках слідують вищезгаданому правилу, але варто зазначити, що деякі комп'ютерні програми, як-от Microsoft Excel і MATLAB, виконують операції зліва (зверху вниз), тобто a^b^c розраховується як (a^b)^c.

### Окремі значення основ

#### Степені десятки
У десятковій системі числення цілі степені числа 10 записуються у вигляді цифри 1, за якою слідує ряд нулів, що визначаються знаком і величиною показника. Наприклад, 103 = 1000 і 10−4 = 0.0001.
Степені із основою 10 використовуються в науці як експоненційний запис для позначення дуже великих або дуже малих чисел. Наприклад, 299792458 м/с (швидкість світла у вакуумі в метрах на секунду) можна записати так: 2.99792458×108 м/с, а потім апроксимовано до 2.998×108 м/с.
Префікси одиниць вимірювання теж основані на степенях числа 10 і використовуються для описання малих чи великих чисел. Наприклад, префікс кіло- означає 103 = 1000, тому кілометр становить 1000 м.

#### Степені двійки
Перші від'ємні степені двійки вживаються дуже часто і мають особливі назви, такі як: половина і чверть.
Степені числа 2 з'являються в теорії множин, оскільки множина з n елементів має булеан, множина з усіх її підмножин, який має 2n елементів.
Цілі степені двійки важливі у комп'ютерній науці. Додатні цілі степені 2n задають максимальну можливу кількість значень для n-бітного цілого двійкового числа; наприклад, байт може приймати 28 = 256 різних значень. Двійкова система числення дає змогу представляти будь-яке число як суму степенів 2: його можна записати як послідовність цифр 0 і 1, розділених двійковою крапкою, де 1 означає ті степені двійки, які мають з'являтися в сумі; показник степеня визначається номером позиції цієї 1: невід'ємні показники впорядковані одиницями зліва від точки (починаючи з 0), а від'ємні показники визначаються порядком в правій частині після коми.

#### Степені одиниці
Усі степені одиниці також дорівнюють одиниці: 1n = 1.

#### Степені нуля
Якщо показник степеня є додатним числом, степінь нуля буде дорівнювати нулю: 0n = 0, де n > 0.
Якщо показник степеня є від'ємним, степінь нуля (0n, де n < 0) є невизначеною, оскільки було виконано ділення на нуль.
Якщо показник дорівнює нулю, в деяких випадках визначають це як 00 = 1, в той час як в інших варіантах залишають значення невизначеним.

#### Степені мінус одиниці
Якщо n є парним цілим, тоді (−1)n = 1.
Якщо n є непарним цілим числом, тоді (−1)n = −1.
Завдяки цій особливості, степені числа −1 зручно використовувати для вираження змінних послідовностей.

### Великі степені
Границя числової послідовності степенів числа більшого за одиницю розходяться; іншими словами, послідовність зростає без обмеження:
bn → ∞ при n → ∞ якщо b > 1
Це читається як «b у степені n прямує до +∞ при n, що прямує до нескінченності коли b є більшою за одиницю».
Степені чисел із абсолютним значенням, що менше одиниці прямують до нуля:
bn → 0 при n → ∞ якщо |b| < 1
Будь-який степінь одиниці, як уже зазначалося завжди дорівнює одиниці:
bn = 1 для всіх n якщо b = 1
Степені числа –1 чергують значення 1 і –1 при тому n змінюється будучи то парним то непарним числом, і таким чином не прямує ні до якої границі при збільшенні n.
Якщо b < –1, bn, чергується між все більшими додатними і від'ємними числами при тому як n чергується між парними і непарними значеннями, і таким чином не прямує до жодної границі при зростанні n.
Якщо значення числа, що підноситься до степеня, змінюється при тому як прямує до 1 при показникові степеня що прямує до нескінченності, тоді існування границі і її значення не обов'язково підпадає у один випадків, що описано вище. Одним із важливих часткових випадків є
(1 + 1/n)n → e при n → ∞

### Степеневі функції

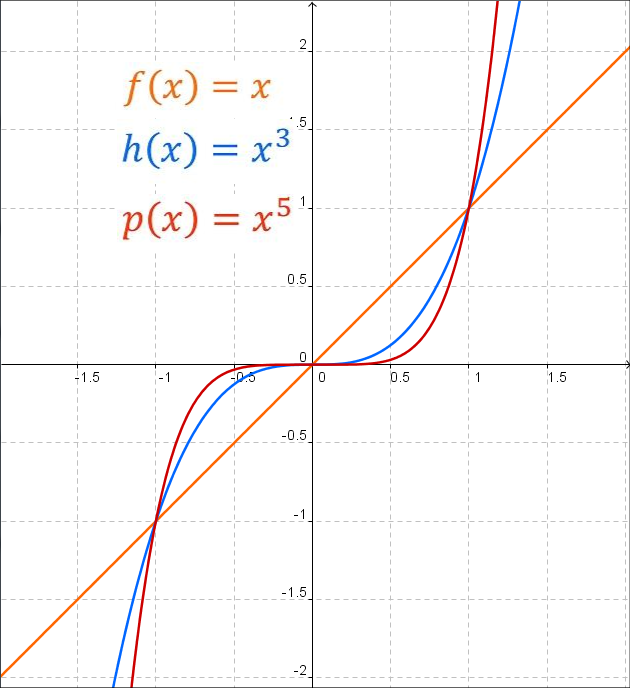
Степеневі функції для

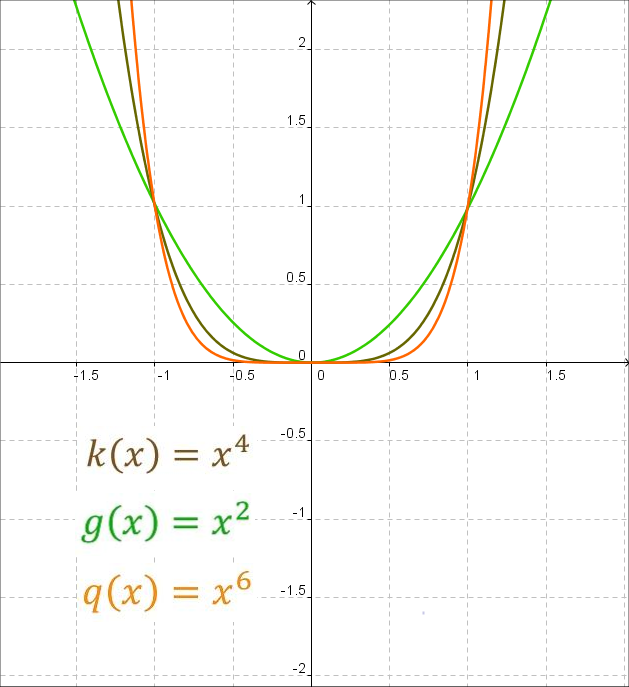
Степеневі функції для

Функції дійсних значень вигляду {\displaystyle f(x)=cx^{n}} із {\displaystyle c\neq 0} називають степеневими функціями. Коли {\displaystyle n} є цілим числом і {\displaystyle n\geq 1}, існує дві основні різновидності: для парних і непарних {\displaystyle n}. В загальному випадку для {\displaystyle c>0}, якщо {\displaystyle n} є парним числом із збільшенням {\displaystyle x} {\displaystyle f(x)=cx^{n}} буде прямувати до нескінченності із знаком плюс, а також у напрямку нескінченності із знаком плюс при зменшенні {\displaystyle x}. Всі графіки із родини парних степеневих функцій мають загальну форму для {\displaystyle y=cx^{2}}, маючи більш плоску форму в середині із збільшенням {\displaystyle n}. Функції із таким видом симетрії ({\displaystyle f(-x)=f(x)}) називаються парними функціями.
Коли {\displaystyle n} є парним, {\displaystyle f(x)} має асимптотичну поведінку яка змінюється від додатних {\displaystyle x} до від'ємних {\displaystyle x}. Для {\displaystyle c>0}, {\displaystyle f(x)=cx^{n}} також прямуватиме до нескінченності зі знаком плюс при збільшенні {\displaystyle x}, але при зменшенні {\displaystyle x} прямуватиме до нескінченності із знаком мінус. Усі графіки для сімейства парних степеневих функцій мають загальний вигляд для {\displaystyle y=cx^{3}}, маючи більш плоску гладку форму в середині зі збільшенням {\displaystyle n} і втрачають усю гладкість, перетворюючись у пряму лінію для {\displaystyle n=1}. Функції з таким видом симетрії ({\displaystyle f(-x)=-f(x)}) називаються непарними функціями.
Для {\displaystyle c<0}, асимптотична поведінка із протилежними знаками зберігається в усіх випадках.

### Список степенів цілих чисел
| n  | n2  | n3   | n4     | n5      | n6      | n7        | n8         | n9          | n10           |
| -- | --- | ---- | ------ | ------- | ------- | --------- | ---------- | ----------- | ------------- |
| 2  | 4   | 8    | 16     | 32      | 64      | 128       | 256        | 512         | 1 024         |
| 3  | 9   | 27   | 81     | 243     | 729     | 2 187     | 6 561      | 19 683      | 59 049        |
| 4  | 16  | 64   | 256    | 1024    | 4 096   | 16 384    | 65 536     | 262 144     | 1 048 576     |
| 5  | 25  | 125  | 625    | 3 125   | 15 625  | 78 125    | 390 625    | 1 953 125   | 9 765 625     |
| 6  | 36  | 216  | 1 296  | 7 776   | 46 656  | 279 936   | 1 679 616  | 10 077 696  | 60 466 176    |
| 7  | 49  | 343  | 2 401  | 16 807  | 117 649 | 823 543   | 5 764 801  | 40 353 607  | 282 475 249   |
| 8  | 64  | 512  | 4 096  | 32 768  | 262 144 | 2 097 152 | 16 777 216 | 134 217 728 | 1 073 741 824 |
| 9  | 81  | 729  | 6 561  | 59 049  | 531 441 | 4 782 969 | 43 046 721 | 387 420 489 | 3 486 784 401 |
| 10 | 100 | 1000 | 10 000 | 100 000 | 1 000   | 10 000    | 100 000    | 1 000       | 10 000        |

## Раціональні показники

Зверху до низу вказані графіки функцій: x^{1/8}, x^{1/4}, x^{1/2}, x^{1}, x^{2}, x^{4}, x^{8}.

Коренем n-го степеня числа b є число x таке що xn = b.
Якщо b є додатним дійсним числом і n є додатним цілим, тоді існує лише одне додатне дійсне значення, що є розв'язком рівняння xn = b. Цей розв'язок називається головним коренем n-го степеня для b. Він позначається виразом n√b, де √   символ корінь; аналогічним чином, головний корінь можна записати як b1/n. Наприклад: 41/2 = 2, 81/3 = 2.
Факт, що {\displaystyle x=b^{1/n}} є розв'язком для {\displaystyle x^{n}=b}, випливає із наступного запису:
{\displaystyle x^{n}=\underbrace {b^{\frac {1}{n}}\times b^{\frac {1}{n}}\times \cdots \times b^{\frac {1}{n}}} _{n}=b^{\left({\frac {1}{n}}+{\frac {1}{n}}+\cdots +{\frac {1}{n}}\right)}=b^{\frac {n}{n}}=b^{1}=b.}
Якщо n є парним, тоді xn = b при умові, що b додатне число, має два дійсні розв'язки, якими є додатний і від'ємний корені n-го степеня, тобто, b1/n > 0 і −(b1/n) < 0. Якщо b від'ємне, то рівняння не має розв'язку у вигляді дійсного числа при парних n.
Якщо n непарне, тоді xn = b має лише один дійсний розв'язок. Розв'язок буде b1/n додатним, якщо b є додатним, і від'ємним, якщо b від'ємне.
Піднесення додатного дійсного числа b до раціонального степеня u/v, де u є цілим і v є додатним цілим, і при розгляданні лише головних коренів, є наступним
{\displaystyle b^{\frac {u}{v}}=\left(b^{u}\right)^{\frac {1}{v}}={\sqrt[{v}]{b^{u}}}=\left(b^{\frac {1}{v}}\right)^{u}=\left({\sqrt[{v}]{b}}\right)^{u}.}
Піднесення від'ємного дійсного числа b до раціонального степеня u/v, де u/v є правильним дробом, дає результат, що є додатним дійсним числом, якщо u є парним, і таким чином v є непарним, оскільки тоді bu є додатним; і дає від'ємний дійсний результат, якщо u і v обидва є непарними, оскільки тоді bu є від'ємним. Випадок, коли u є непарним, а v є парним, не можна визначити в рамках дійсних чисел, оскільки не існує такого дійсного числа x, щоб x2k = −1; при задаванні значення bu/v у такому випадку необхідно використовувати уявну одиницю i.

## Дійсні показники степеня
Тотожності й властивості, вказані вище для цілих степенів, є вірними і для додатних дійсних чисел з нецілими показниками. Однак рівність
{\displaystyle (b^{r})^{s}=b^{r\cdot s}}
не може послідовно поширюватися на випадки, коли b є від'ємним дійсним числом. Невірність цієї рівності є основою проблеми, що озвучується щодо степенів комплексних чисел.

### Границі раціональних степенів
Дійсне число є границею послідовності раціональних наближень. Якщо
{\displaystyle a=\lim _{n\rightarrow \infty }a_{n}}
де {\displaystyle a_{n}} — раціональні числа, то
{\displaystyle x^{a}=\lim _{n\rightarrow \infty }x^{a_{n}}}.

### Показникова функція
Одна з важливих математичних констант e, що також називається числом Ейлера, приблизно дорівнює 2,718 і є основою натурального логарифму. Хоча піднесення у степінь числа e, по суті, можна трактувати як піднесення у степінь будь-якого іншого дійсного числа, такі степені, як виявилося, мають свої корисні і витончені властивості. Серед іншого, ці властивості дають змогу узагальнити степені e природним способом до інших типів степенів, як-от степені комплексних чисел або навіть матриць.
Як правило, нотація ex зазвичай позначає узагальнене поняття експонування і називається показниковою функцією, exp(x), яку можна визначити багатьма способами, наприклад таким:
{\displaystyle \exp(x)=\lim _{n\rightarrow \infty }\left(1+{\frac {x}{n}}\right)^{n}}
Крім інших властивостей, exp задовольняє степеневе рівняння
{\displaystyle \exp(x+y)=\exp(x)\cdot \exp(y).}
Показникова функція є визначеною для всіх цілих, дрібних, дійсних і комплексних значень змінної x. Експонента матриці добре визначена для квадратних матриць (у випадку яких експоненційне рівняння виконується, лише коли матриці x і y є комутативними) і є корисною для вирішення систем лінійних диференційних рівнянь.

## Дії зі степенями
При спрощенні виразів зі степенями можна використовувати декілька базових правил або законів, що називаються правилами дій зі степенями:
1. При перемножуванні двох або більше різних степенів з однаковими основами показники степеня додаються
{\displaystyle x^{a}\cdot x^{b}=x^{a+b}}
2. При діленні одного степеня на інший з тією ж основою показник степеня знаменника віднімається від показника степеня чисельника.
{\displaystyle {\frac {a^{m}}{a^{n}}}=a^{m-n}}
3. При піднесені числа в якомусь степені до іншого степеню показники перемножуються.
{\displaystyle \left(x^{a}\right)^{b}=x^{a\cdot b}}
4. При піднесенні будь-якого числа (окрім нуля) в степінь із показником 0 одержуємо 1, так {\displaystyle 3^{0}=1}
5. При піднесенні числа до степеню з від'ємним цілим показником одержуємо величину, зворотну цьому числу з додатним степенем. Таким чином,
{\displaystyle 3^{-4}={\frac {1}{3^{4}}}}.
Аналогічно,
{\displaystyle {\frac {1}{2^{-4}}}=2^{4}}
6. При піднесенні числа до дробового степеню, знаменник цього дробу є степінь кореня з числа, а чисельник є показником степеня числа. Так,
{\displaystyle 8^{\frac {2}{3}}={\sqrt[{3}]{8^{2}}}=(2)^{2}=4}

## Функції
- Експонента
- Степенева функція
- Многочлен

## У комбінаториці
У комбінаториці кількість можливих розміщень із повтореннями із n елементів по m дорівнює nm:
{\displaystyle {\hat {P}}(n,m)=n^{m}}
Наприклад, із цифр 1, 2, 3, 4 можна скласти {\displaystyle {\hat {P}}(4,3)=4^{3}=64} тризначних числа.